# Lew Christensen
Pour les articles homonymes, voir Christensen.
Lew Christensen est un danseur, chorégraphe et maître de ballet américain né le 9 mai 1909 et décédé le 9 octobre 1984.
Issu d'une grande famille de danseurs américains, sa carrière est fortement liée au San Francisco Ballet puisqu'il fut le directeur associé de l'institution de 1951 à sa mort en 1984.
Comme ses frères Harold et Willam, Lew Christensen commence la danse classique avec son oncle qui était maître de ballet avant de poursuivre une formation professionnelle à New York.
En 1935, il danse au Metropolitan Opera de New York avec la School of American Ballet, la nouvelle compagnie de George Balanchine.
Les frères Christensen se voient délivrer plusieurs prix et distinctions pour récompenser leur contribution au monde de la danse, dont le Dance Magazine Award en 1973 et le Capezio Dance Award en 1983.